# Johannes Hugenholtz

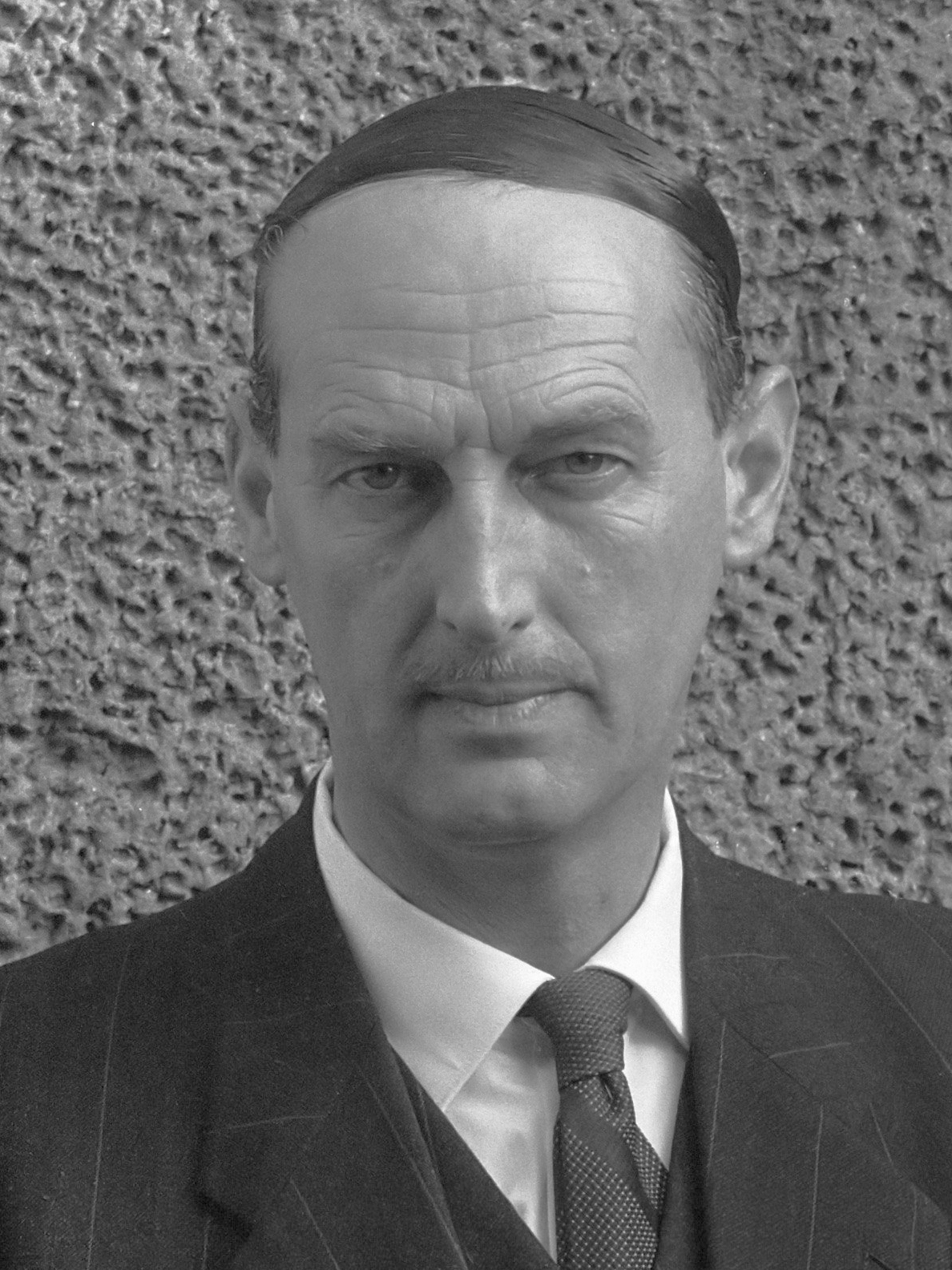
Johannes Hugenholtz (1961)

John Hugenholtz, właściwie Johannes Bernhardus Theodorus „Hans” Hugenholtz (ur. 31 października 1914 w Vledder, zm. 25 marca 1995 w Bentveld) – holenderski projektant torów wyścigowych i samochodów.

## Życiorys
Jego ojciec, także Johannes, był protestanckim ministrem i działaczem na rzecz pokoju. Wraz z rodziną przeprowadził się w 1918 roku do Purmerend, a w 1924 do Ammerstol. Jego syn studiował prawo i został dziennikarzem, ale interesowały go głównie wyścigi. Ścigał się w amatorskich wyścigach motocykli. Założył w 1936 roku Nederlandse Auto Race Club, a w latach 1949–1974 był dyrektorem toru wyścigowego Circuit Park Zandvoort. W 1956 roku założył Association Internationale de Circuits Permanents w Paryżu, która doprowadziła do powstania Fédération Internationale des Voitures Anciennes (FIVA).
Hugenholtz oraz jego żona, Marianne Sophie van Rheineck Leyssius, 10 lutego 1995 roku mieli poważny wypadek samochodowy w Zandvoort. Jego żona zginęła na miejscu, a on sam zmarł dwa miesiące później w swoim domu z powodu odniesionych obrażeń. Jego syn, Hans Hugenholtz Jr. jest kierowcą wyścigowym.
Poza torami wyścigowymi zaprojektował także dwa samochody, Barkey (1948) oraz Delfino (1989), oparty na podwoziu oraz układzie napędowym Alfy Romeo Alfasud.

## Projekty torów wyścigowych
- Circuit Park Zandvoort (w oparciu o niemieckie plany toru z drugiej wojny światowej) (Holandia) 1948
- Suzuka International Racing Course (Japonia) 1962
- Circuit Zolder (Belgia) 1963
- Hockenheimring (sekcja „stadion”, Niemcy) 1965
- Circuito del Jarama (Hiszpania) 1967
- Shah Alam Circuit (Malezja) 1968
- Ontario Motor Speedway (wspólnie z Michaelem Parkerem, Stany Zjednoczone) 1970
- Nivelles-Baulers (Belgia) 1971